# Pervaja Liga 1936 (voorjaar)
In het voorjaar van 1936 werd de allereerste editie van de Pervaja Liga gespeeld, de tweede hoogste divisie voor voetbalclubs uit de Sovjet-Unie. In deze tijd heette de competitie nog Groep B. De competitie werd gespeeld van 22 mei tot 15 juli. Dinamo Tiflis werd kampioen en mocht in het najaar van 1936 aantreden in Groep A.

## Eindstand
Dinamo Charkov trok zich na drie wedstrijden terug. De stad Tbilisi heette tot 1936 Tiflis.
| Plaats | Club                   | Wed. | W | G | V | Saldo | Ptn. |
| ------ | ---------------------- | ---- | - | - | - | ----- | ---- |
| 1.     | Dinamo Tiflis          | 6    | 5 | 1 | 0 | 19:4  | 17   |
| 2.     | ZiS Moskou             | 6    | 3 | 1 | 2 | 10:7  | 13   |
| 3.     | Stalinets Leningrad    | 6    | 2 | 3 | 1 | 9:9   | 13   |
| 4.     | Stalinets Moskou       | 6    | 1 | 4 | 1 | 8:9   | 12   |
| 5.     | Serp i Molot Moskou    | 6    | 1 | 2 | 3 | 7:8   | 10   |
| 6.     | Spartak Leningrad      | 6    | 1 | 2 | 3 | 8:17  | 10   |
| 7.     | Dinamo Dnjepropetrovsk | 6    | 1 | 1 | 4 | 7:14  | 9    |
| 8.     | Dinamo Charkov         | 3    | 0 | 1 | 2 | 3:9   | 4    |

|  | Kampioen   |
|  | Degradatie |

De toenmalige namen worden weergegeven, voor clubs uit nu onafhankelijke deelrepublieken wordt de Russische schrijfwijze weergegeven zoals destijds gebruikelijk was, de vlaggen van de huidige onafhankelijke staten geven aan uit welke republiek de clubs afkomstig zijn. 

#### Topschutters
| Speler               | Speler           | Goals | Club          |
| -------------------- | ---------------- | ----- | ------------- |
| Vlag van Sovjet-Unie | Boris Paitsjadze | 7     | Dinamo Tiflis |

### Kampioen
| Groep B 1936                      |
| Georgische SSR                    |
| --------------------------------- |
| DINAMO TIFLIS Kampioen (1° titel) |